# Androceo
 L'androceo (dal greco oikos: "dimora" e andros: "del maschio") è l'apparato riproduttivo maschile dei fiori, formato da più stami, i quali hanno come funzione la generazione dei gametofiti maschili o granuli di pollini, dei quali ognuno è costituito da due parti: una sottile detta "filamento" e l'altra, spessa, detta "antera" (formata da 4 sacche polliniche e microspore). 
Quando l'antera abortisce e non produce polline si parla di staminodi.
I microsporangi sono delimitati da esotelio ed endotelio, internamente al quale si riscontra il "tappeto", le cui cellule sono le nutrici delle cellule madri del polline.
Quando gli stami sono tutti liberi l'androceo è detto dialistemone, mentre se sono tutti saldati l'androceo è detto gamostemone.

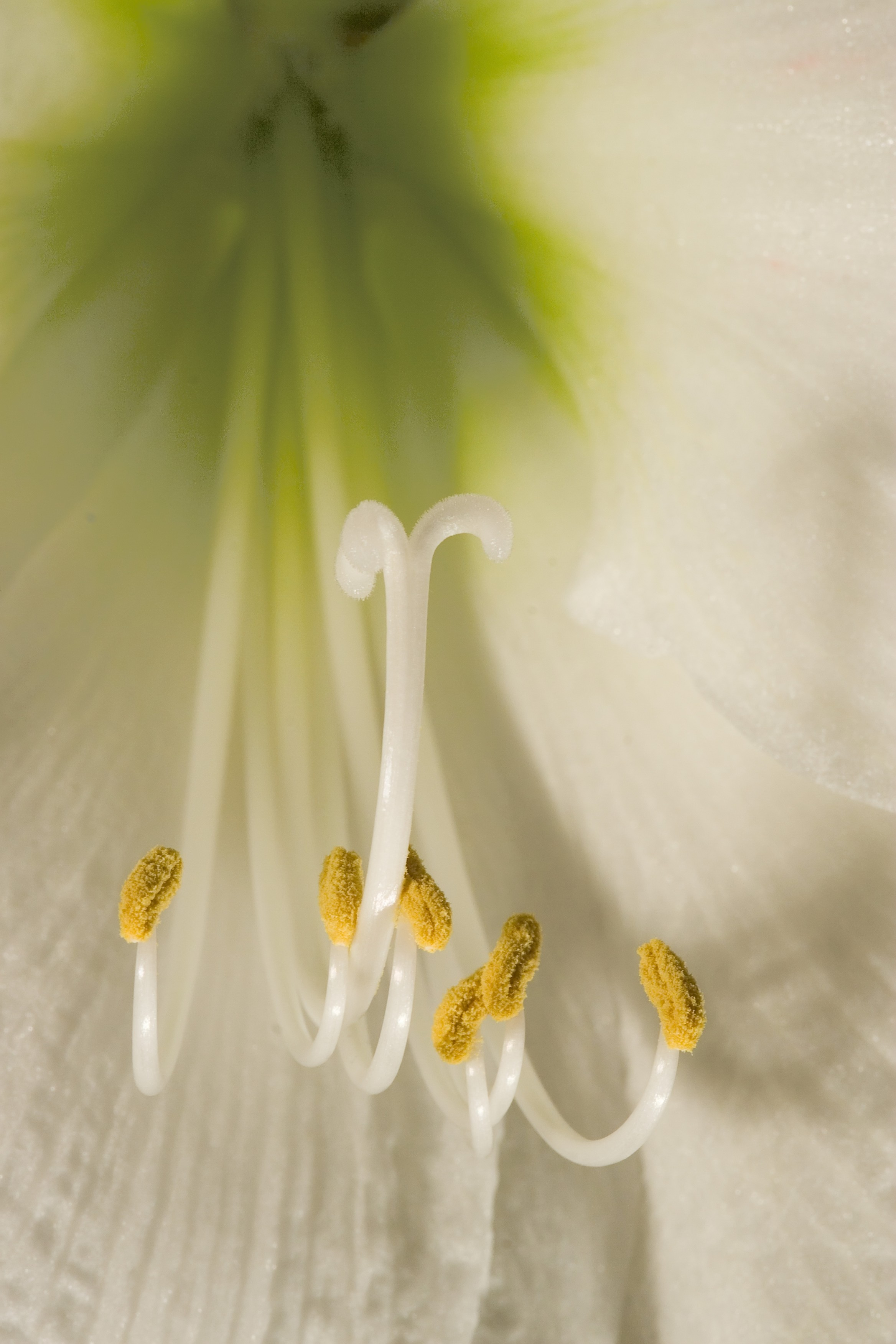
In primo piano stami carichi di polline che formano nel complesso l'androceo. La parte trifida direzionata verso l'alto è invece la parte terminale del gineceo.

Gli stami, dunque, sono foglie molto modificate formate da un piede che si inserisce nel ricettacolo del fiore, chiamato filamento, e una porzione distale chiamata antera. Il filamento è la parte sterile dello stame, può essere molto lungo, corto o mancare, in questo caso le antere si dicono sessili. Generalmente è filiforme, però può essere grosso, perfino petaloide, e può essere provvisto di appendici. L'antera è la parte fertile dello stame e suole essere costituita da due parti distinguibili, contigue, chiamate teche, unite da una zona detta connettivo, che è anche da dove l'antera si unisce al filamento. Generalmente è formata da due teche, o a volte da una sola come nelle malvacee e cannacee o da tre nel caso della Megatritheca (sterculiacee). Se si seziona l'antera perpendicolarmente lungo il suo asse, si osserva che ogni antera contiene uno o due sacchi pollinici che si estendono per tutta la lunghezza.
Dopo la maturazione dei granuli di polline viene a prodursi la cosiddetta deiscenza, ovvero l'apertura dell'antera dalla quale verrà liberato il polline. Il tessuto responsabile si chiama endotecio. Se l'apertura si produce per tutta la lunghezza del setto che separa i sacchi pollinici, la deiscenza avviene in senso longitudinale, che è il caso più frequente. In altri casi l'endotecio viene a localizzarsi quindi in zone limitate le quali si alzano come valve o sportelli: nella deiscenza poricida (come nelle solanacee) dove non vi è endotecio, viene a prodursi la distruzione del tessuto all'apice dell'antera, formando così i pori da dove uscirà il polline.

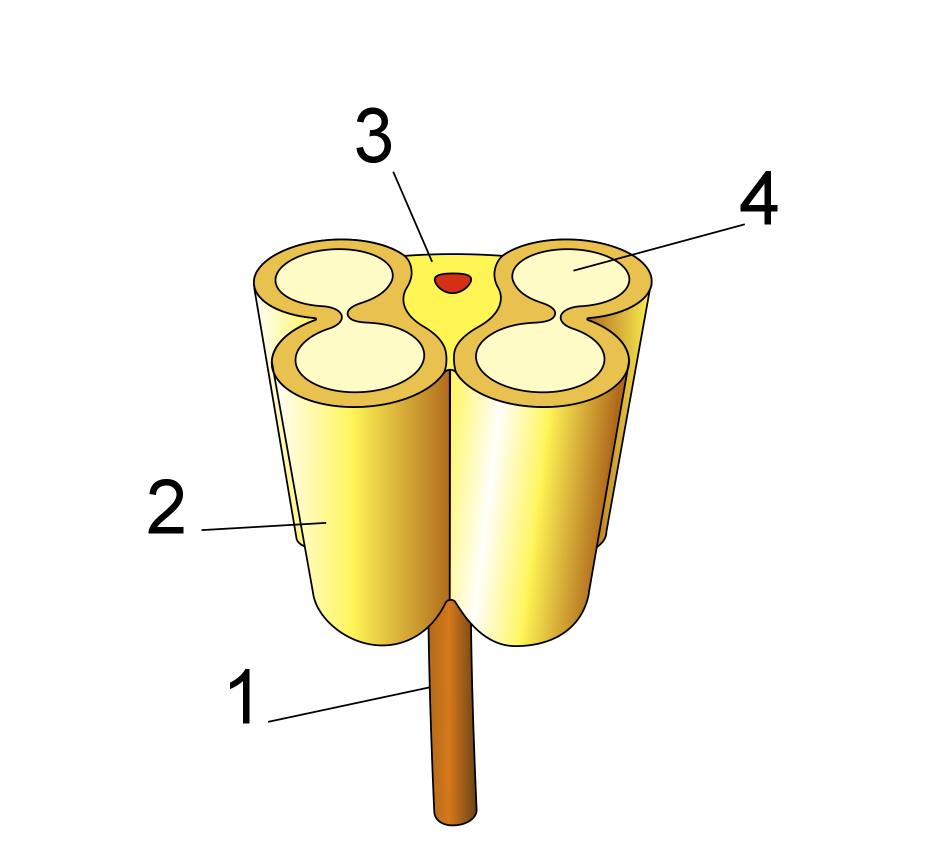
Diagramma di un'antera in una sezione trasversale. 1: Filamento; 2: Teca; 3: Connettivo (i vasi conduttori in rosso); 4: Sacco pollinico (chiamato anche sporangio).

Il numero di stami in ogni fiore è un carattere molto variabile. Alcune specie della famiglia delle euforbiacee hanno fiori con un solo stame (cosiddetti monandri), le oleacee invece presentano due stami (fiori diandri), mentre nelle mirtacee ve ne sono numerosi (e perciò detti poliandri). Il numero di stami può essere uguale o no al numero di petali. Così, si dice che il fiore è isostemone (o aplostemone) se presenta lo stesso numero di stami e di petali (come può osservarsi nelle liliacee e amarillidacee); anisostemone se è differente la quantità di petali rispetto agli stami (per esempio, nel genere Brassica, ci sono quattro petali e 6 stami);  diplostemone, quando il numero di stami è il doppio della quantità dei petali (il genere Kalanchoe, per esempio, presenta quattro petali e otto stami) ed è polistemone quando il numero di stami è più del doppio dei petali (come nel Poncirus, con cinque petali e numerosi stami).

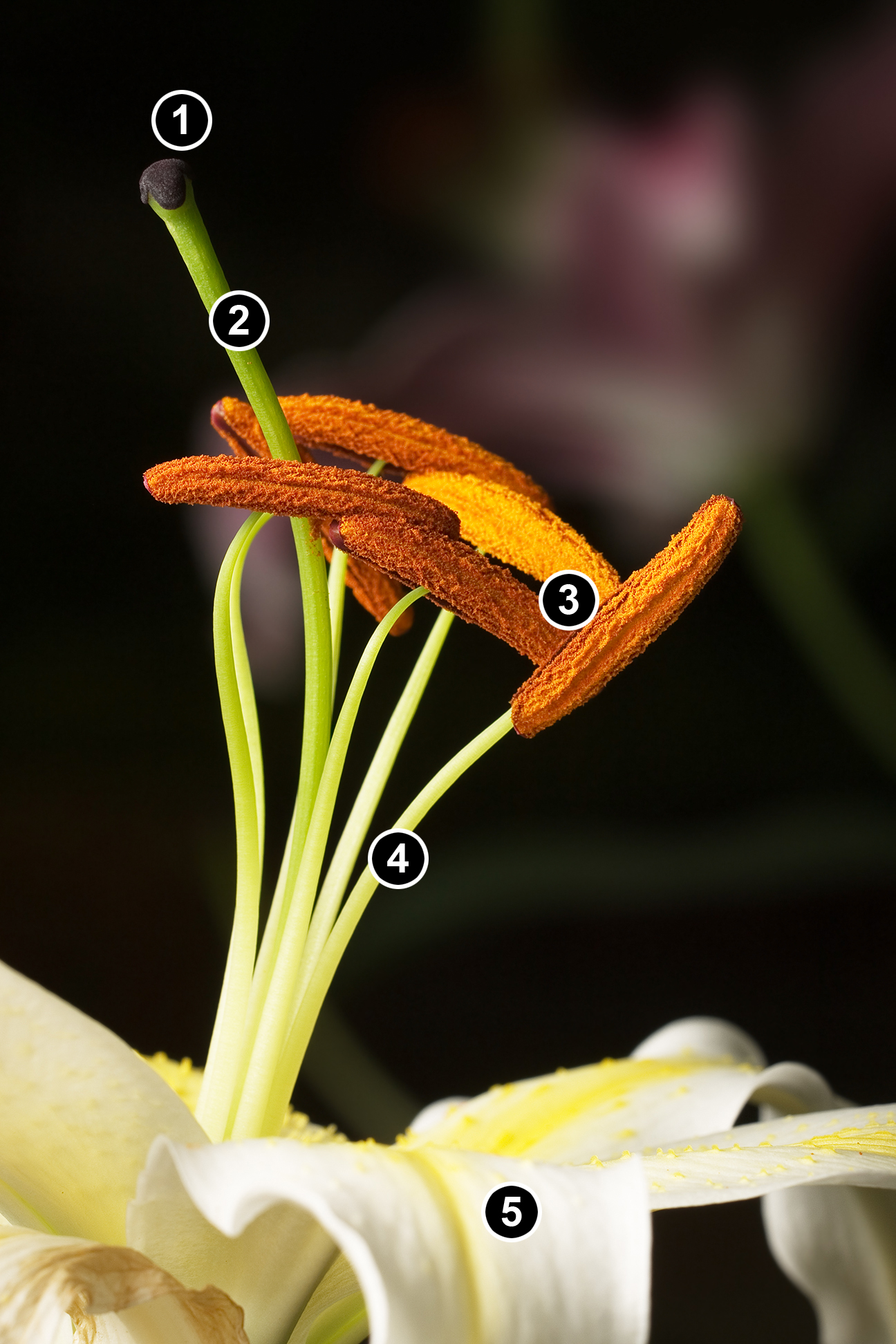
Lilium longiflorum. 1. Stigma, 2. Stilo, 3. Stame, 4. Filamento, 5. Tepalo.

La disposizione elicoidale di numerosi stami è la condizione primitiva nella divisione delle angiosperme, alle quali si attribuisce poliandria primaria. La riduzione del numero di stami (oligomerizzazione) e l'andamento verso la condizione verticillata ciclica fu una tendenza evolutiva nell'ambito delle angiosperme; inizialmente attraverso la formazione di vari cicli di stami, poi due (diplostemonia) e, finalmente, uno solo (aplostemonia). Nonostante ciò, in alcuni lignaggi di angiosperme non è infrequente che il numero di stami aumenti (poliandria secondaria), fenomeno che si osserva in specie che offrono ai loro impollinatori una quantità di polline in special modo grande. 
Molte volte i fiori presentano un perianzio ridotto e gli stami sono lunghi e vistosi. In questi casi la funzione di attrazione degli impollinatori la compie l'androceo. Questo tipo di fiori è di solito disposto ad infiorescenze che, per la loro forma, sembrano spazzole (cepillos) o pulisci-tubo (limpiatubos), come per esempio in alcune leguminose (Inga uruguensis  e Acacia caven) e nelle mirtacee (Callistemon rigidus).
Gli staminodi sono gli stami sterili che normalmente appaiono in certi fiori. La loro funzione è varia e può avere a che fare con la produzione del nettare o con la funzione attrattiva che di solito hanno i petali.